# Rahul Kadam
Rahul Kadam (* 3. Oktober 1998) ist ein indischer Leichtathlet, der sich auf den 400-Meter-Lauf spezialisiert hat.

## Sportliche Laufbahn
Erste internationale Erfahrungen sammelte Rahul Kadam im Jahr 2023, als er bei den Asienmeisterschaften in Bangkok mit der indischen 4-mal-400-Meter-Staffel im Vorlauf zum Einsatz kam und damit zum Gewinn der Silbermedaille der indischen Mannschaft beitrug.

## Persönliche Bestzeiten
- 200 Meter: 20,97 s (−0,4 m/s), 19. Oktober 2022 in Bengaluru
- 400 Meter: 46,94 s, 15. Oktober 2022 in Bengaluru